# Atletism la Jocurile Olimpice de vară din 1896
Probele sportive de atletism la Jocurile Olimpice de vară din 1896 s-au desfășurat în perioada 6-10 aprilie 1896 la Atena, Grecia. 64 de atleți din 9 țări s-au întrecut în 12 probe sportive.

## Stadion
Probele au avut loc pe Stadionul Panathinaiko. Acesta a fost construit în antichitate și a fost descoperit de Ernst Ziller în 1869.

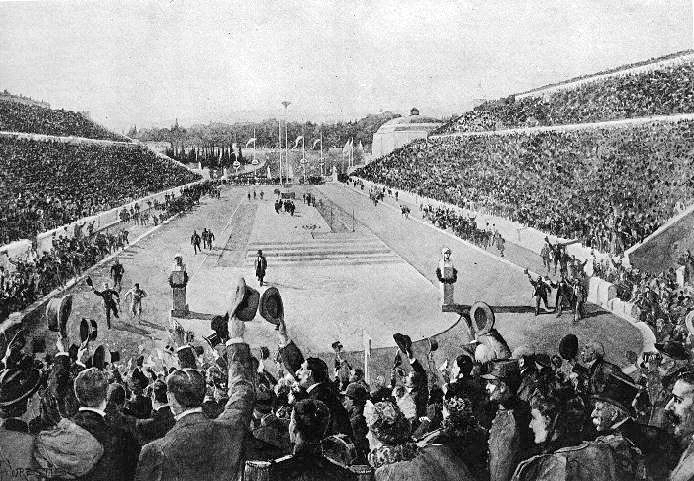
Stadionul Panathinaiko
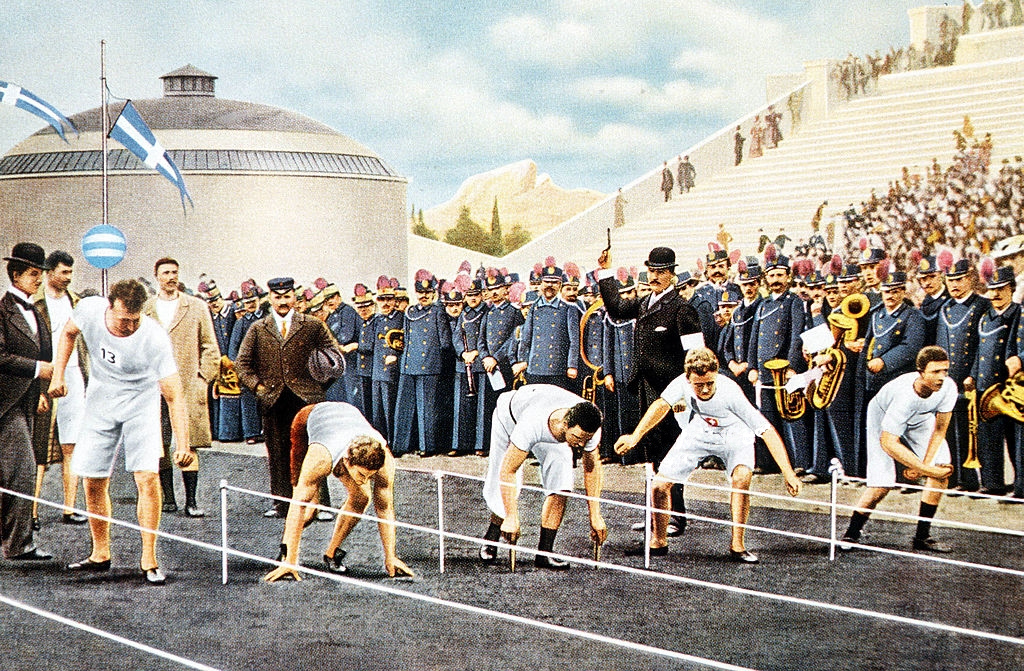
100 m

## Rezultate
| Probă sportivă               | Aur                  | Aur     | Argint                                   | Argint  | Bronz                                                 | Bronz   |
| 100 m detalii                | Tom Burke (USA)      | 12,0    | Fritz Hoffmann (GER)                     | 12,2    | Francis Lane (USA) Alajos Szokolyi (HUN)              | 12,6    |
| 400 m detalii                | Tom Burke (USA)      | 54,2    | Herbert Jamison (USA)                    | 56,1    | Charles Gmelin (GBR)                                  | 58,0    |
| 800 m detalii                | Teddy Flack (AUS)    | 2:11,0  | Nándor Dáni (HUN)                        | 2:11,8  | Dimitrios Golemis (GRE)                               | 2:28,0  |
| 1.500 m detalii              | Teddy Flack (AUS)    | 4:33,2  | Arthur Blake (USA)                       | 4:34,0  | Albin Lermusiaux (FRA)                                | 4:36,0  |
| 110 m garduri detalii        | Thomas Curtis (USA)  | 17,6    | Grantley Goulding (GBR)                  | 17,7    |                                                       |         |
| Maraton detalii              | Spyridon Luis (GRE)  | 2:58:50 | Kharilaos Vasilakos (GRE)                | 3:06:03 | Gyula Kellner (HUN)                                   | 3:06:35 |
| Săritura în înălțime detalii | Ellery Clark (USA)   | 1,81    | James Connoly (USA) Robert Garrett (USA) | 1,65    |                                                       |         |
| Săritura cu prăjina detalii  | Welles Hoyt (USA)    | 3,30    | Albert Tyler (USA)                       | 3,20    | Evangelos Damaskos (GRE) Ioannis Theodoropoulos (GRE) | 2,60    |
| Săritura în lungime detalii  | Ellery Clark (USA)   | 6,35    | Robert Garrett (USA)                     | 6,18    | James Connoly (USA)                                   | 6,11    |
| Triplusalt detalii           | James Connoly (USA)  | 13,71   | Alexandros Touferis (FRA)                | 12,70   | Ioannis Persakis (GRE)                                | 12,52   |
| Aruncarea greutății detalii  | Robert Garrett (USA) | 11,22   | Miltiades Gouskos (GRE)                  | 11,03   | Jeorios Papasideris (GRE)                             | 10,36   |
| Aruncarea discului detalii   | Robert Garrett (USA) | 29,15   | Panagiotis Paraskevopoulos (GRE)         | 28,95   | Sotirios Wersis (GRE)                                 | 27,78   |

## Clasament după medalii
| Loc   | Țară                       | Aur | Argint | Bronz | Total |
| ----- | -------------------------- | --- | ------ | ----- | ----- |
| 1     | Statele Unite ale Americii | 9   | 6      | 2     | 17    |
| 2     | Australia                  | 2   | 0      | 0     | 2     |
| 3     | Grecia                     | 1   | 3      | 6     | 10    |
| 4     | Ungaria                    | 0   | 1      | 2     | 3     |
| 5     | Franța                     | 0   | 1      | 1     | 2     |
| 5     | Marea Britanie             | 0   | 1      | 1     | 2     |
| 7     | Germania                   | 0   | 1      | 0     | 1     |
| TOTAL | TOTAL                      | 12  | 13     | 12    | 37    |

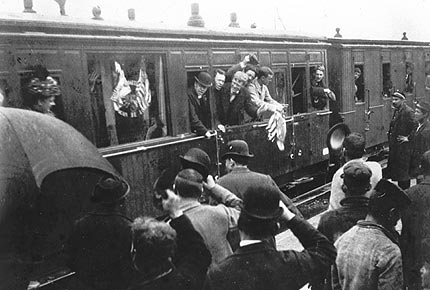
Olimpici americani - Connolly, Curtis, Blake și Burke

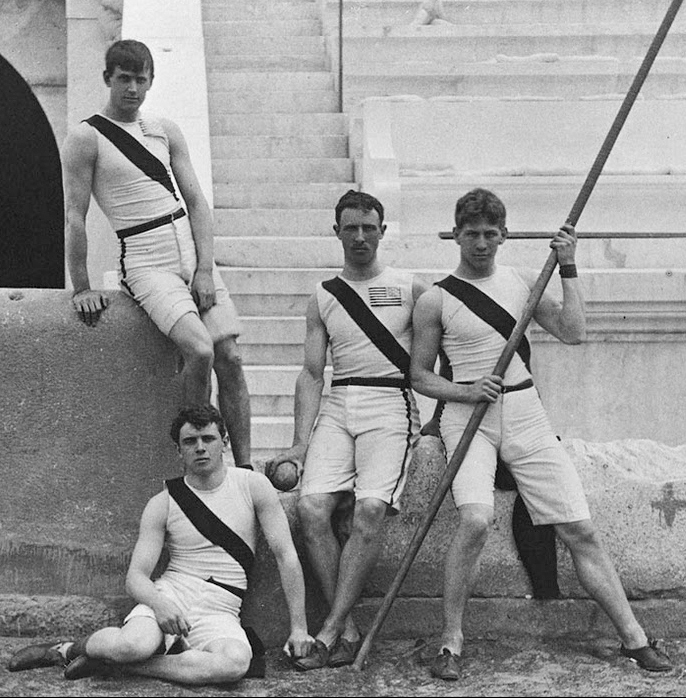
Olimpici americani - Lane, Jamison, Garrett și Tyler

Danemarca și Suedia au participat și ele la concurs, dar nu au câștigat nicio medalie.